# 九〇式艦上戦闘機
A2N 九〇式艦上戦闘機
九〇式一号艦上戦闘機
- 用途：戦闘機
- 分類：艦上戦闘機
- 設計者：栗原甚吾
- 製造者：中島飛行機
- 運用者：大日本帝国海軍
- 初飛行：1930年（昭和5年）
- 生産数：約100機
- 生産開始：1932年（昭和7年）
- 運用状況：退役済

九〇式艦上戦闘機（きゅうれいしきかんじょうせんとうき）は1932年（昭和7年）に大日本帝国海軍で採用された艦上戦闘機である。略符号はA2N。製造は中島飛行機。機体、発動機ともに日本人が初めて設計、製造した戦闘機である。

## 歴史
三式艦上戦闘機の後継機の自社での受注を目指した中島は、1929年（昭和4年）に吉田技師を設計主任に新型戦闘機の開発を開始した。試作機は、前年に海軍が購入したボーイング F2Bやボーイング100を参考に中島ジュピター6型を搭載した機体で、「吉田ブルドッグ」と仮称された。翌1930年（昭和5年）、2番目の「吉田ブルドッグ」が完成し、中島飛行機はこの機体を海軍に「NY戦」として提出した。しかし、海軍によるテストでは三式艦上戦闘機より若干性能が向上した程度で、運動性や実用性では不満が多かったため不採用となった。
そこで中島では、研究用にブリストル ブルドッグMk.2戦闘機を2機購入して参考にした上に、機体重量を軽減し、主翼をF4Bと同型の翼端楕円形に改造、エンジンを中島 寿2型に換装した試作機を新たに製作し、これをNY改戦として1932年（昭和7年）1月に海軍に納入した。テストの結果、性能は三式艦戦を遥かに凌ぎ、海軍は同年4月に機体、発動機ともに日本人が初めて設計、製造した戦闘機である本機を九〇式艦上戦闘機として制式採用し、直ちに生産が始まった。
1932年（昭和7年）の後半から就役し、空母、陸上部隊の両方で幅広く使用された。海軍では、本機を使用して戦闘機の戦術研究、訓練が行われていた。本機は国民の義捐金によって報国号として献納された機体が多く、横須賀海軍航空隊では1934年（昭和9年）頃から分隊長源田実大尉が編隊特殊飛行のリーダーとして日本各地で行われた献納式で編隊アクロバット飛行を行う。報国号献納とアクロバット飛行が結びつき源田サーカス（空中サーカス）の名で親しまれた。分隊長岡村基春大尉の編隊アクロバット飛行も岡村サーカスとして親しまれていた。
加賀や龍驤は当初三式艦上戦闘機と併用しており、空母の艦戦が全機、九〇式艦戦になったのは1934年末になった。支那事変に投入され、1937年8月16日、加賀の分隊長五十嵐周正大尉の率いる九〇式艦上戦闘機六機は、上海北方の江湾上空で敵戦闘機群と交戦してコルセア一機、ダグラス二機計三機を撃墜報告。翌17日にも、加賀の豊田光雄空曹長の率いる九〇式艦戦四機が敵戦闘機二機撃墜を報告している。しかし、戦闘機の性能の急速な進歩により旧式化するのも早く、生産数も中島で約40機、佐世保海軍工廠で約100機の合計約140機と少数であった。

## 派生型

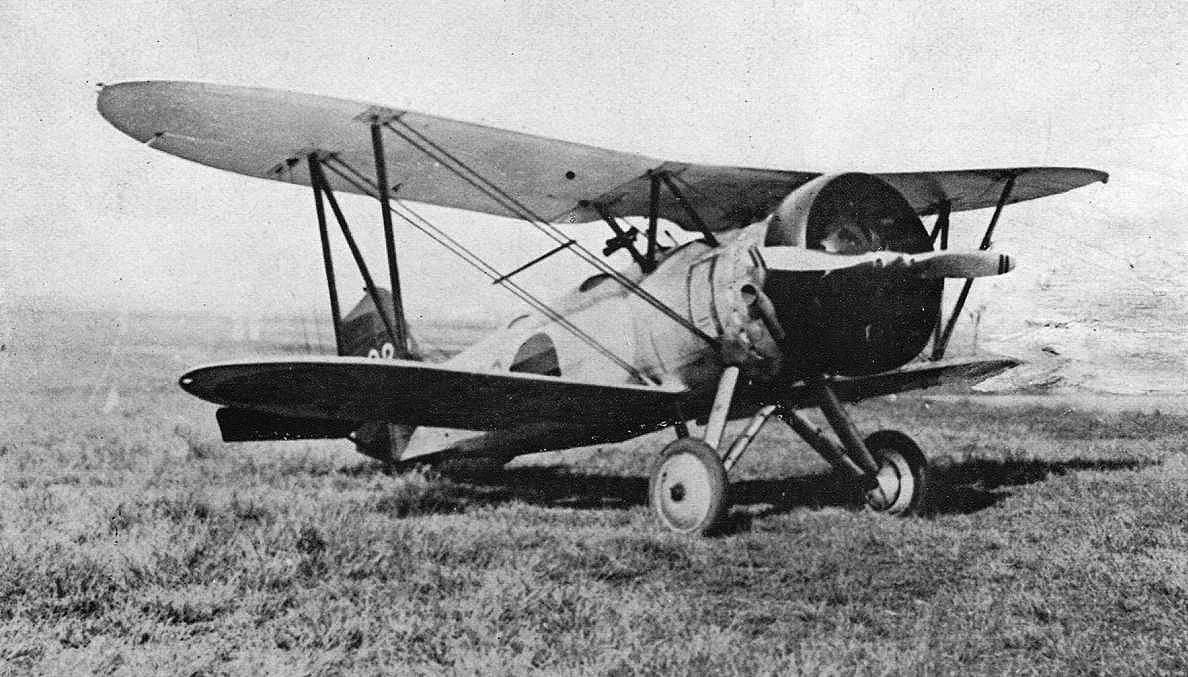
九〇式複座練習戦闘機

九〇式一号艦上戦闘機（A2N1）
下翼にのみ3度の上反角をつけ、胴体両側面に機銃架を装備。プロペラをハミルトン・スタンダードの金属製に換装。少数機生産された。
九〇式二号艦上戦闘機（A2N2）
機銃の設置方法を改良し機首の上面に移して、胴体側面に燃料タンクを装備した機体。九〇式の大半がこの二型であった。
九〇式三号艦上戦闘機（A2N3）
上翼に5度の上反角をつけ、機体各部が改良。
九〇式複座練習戦闘機（A3N1）
副操縦装置を追加して複座の練習機とした機体。

## 諸元
- 出典[3]

| 制式名称     | 九〇式三号艦上戦闘機                     |
| ------------ | ---------------------------------------- |
| 機体略号     | A2N3                                     |
| 型式         | 単発・複葉・単座                         |
| 全幅         | 9.37 m                                   |
| 全長         | 6.18 m                                   |
| 全高         | 3.20 m                                   |
| 自重         | 1,000 kg                                 |
| 正規全備重量 | 1,450 kg                                 |
| 発動機       | 寿2型 空冷星型9気筒エンジン(出力：580HP) |
| 最高速度     | 292 km/h                                 |
| 航続距離     | 270 哩                                   |
| 武装         | 機関銃 7.7mm機銃 ×2 、30kg爆弾 ×2        |